# UMIC
A UMIC - Agência para a Sociedade do Conhecimento tem como missão o planejamento, a coordenação e o desenvolvimento de projectos nas áreas da sociedade da informação e governo electrónico. Este projecto teve início em 21 de Fevereiro de 2005. 	

## Objectivos
Os objectivos desta agência são de dar a conhecer a sociedade de informação, cativar as empresas para novos impulsos à inovação empresarial, equipararmo-nos cientificamente e tecnologicamente aos países mais desenvolvidos e também a formação de profissionais mais qualificados. Em 2012 a UMIC foi integrada na FCT.

## Estratégias
São muitas as estratégias utilizadas na tentativa de concretizar os seus objectivos. Passam por elas a mobilização da sociedade e o estímulo de redes de colaboração, a promoção à inclusão social, a fomentação do emprego e da competitividade, a transformação da educação, o desenvolvimento de competências, o melhoramento dos serviços públicos e o aumento da segurança e privacidade na utilização da internet.